# Edwardsia vivipara
Edwardsia vivipara är en havsanemonart som beskrevs av Oscar Henrik Carlgren 1950. Edwardsia vivipara ingår i släktet Edwardsia och familjen Edwardsiidae. Inga underarter finns listade i Catalogue of Life.